# Ventes-Saint-Rémy
Ventes-Saint-Rémy é uma comuna francesa na região administrativa da Normandia, no departamento de Sena Marítimo. Estende-se por uma área de 6,09 km². Em 2010 a comuna tinha 231 habitantes (densidade: 37,9 hab./km²).